# Atletica leggera ai Giochi della XXIX Olimpiade - Salto in alto femminile

' (telecronaca in portoghese)

' (telecronaca in fiammingo)

La gara di salto in alto femminile all'olimpiade di Pechino 2008 si è svolta tra il 21 (qualificazioni) ed il 23 agosto (finale) allo Stadio Nazionale. Vi hanno partecipato 31 atlete.

## Presenze e assenze delle campionesse in carica
| Competizione         | Atleta           | Prestazione | Pechino 2008 |
| -------------------- | ---------------- | ----------- | ------------ |
| Olimpiadi 2004       | Elena Slesarenko | 2,06 m      | Presente     |
| Europei 2006         | Tia Hellebaut    | 2,03 m      | Presente     |
| Coppa del mondo 2006 | Elena Slesarenko | 1,97 m      | Presente     |
| Asiatici 2006        | Marina Aitova    | 1,93 m      | Presente     |
| Panamericani 2007    | Romary Rifka     | 1,95 m      | Presente     |
| Mondiali 2007        | Blanka Vlašić    | 2,05 m      | Presente     |
|                      |                  |             |              |
| Mondiali junior 2004 | Iryna Kovalenko  | 1,93 m      | Assente      |

## Gara
La grande favorita per il successo è la croata Vlašić, campionessa del mondo in carica, imbattuta da un anno e in grado di saltare 2,03 m o misure superiori per dodici volte nel 2008. Fra le sue avversarie, solo tre (la Friedrich, la Čičerova e la Slesarenko) sono state in grado di superare l'asticella a quelle misure, e solo una volta a testa. La vice campionessa del mondo Di Martino e la belga Hellebaut (campionessa europea indoor ma reduce da un infortunio) si presentano come possibili candidate per il podio oltre alle tre atlete già citate.

Alle qualificazioni, svoltesi con tempo piovoso, tutte le favorite non deludono superando la misura richiesta. Alla finale, svoltasi in condizioni climatiche ottimali, accedono in 15.

Blanka Vlašić completa i salti sino a 2,03 m senza errori, mentre le altre atlete stentano commettendo numerosi errori. A 2,05 m Tia Hellebaut riesce a superare l'asticella al primo tentativo, realizzando il record personale nonché il primato belga. La Vlašić invece commette un errore decisivo. La russa Čičerova, unica altra atleta rimasta in gara, commette invece tre errori e deve accontentarsi del bronzo. La Vlašić si innervosisce e sbaglia per tre volte a 2,07 m, mentre la Hellebaut rinuncia a saltare quella misura ma vince comunque l'oro in virtù del minor numero di errori.

## Squalifica per doping
Otto anni dopo il bronzo della Čičerova viene revocato per doping.

## Risultati

### Turno eliminatorio
Giovedì 21 agosto 2008, ore 10:50.
Qualificazioni1,93 m (Q) o le migliori 12 atlete (q)
| Pos | Gruppo | Atleta                | Nazione      | Salti | Salti | Salti | Salti | Uscita | Note |
| Pos | Gruppo | Atleta                | Nazione      | 1,80  | 1,85  | 1,89  | 1,93  | Uscita | Note |
| --- | ------ | --------------------- | ------------ | ----- | ----- | ----- | ----- | ------ | ---- |
| 1   | A      | Tia Hellebaut         | Belgio       | –     | O     | O     | O     | 1,93   | q    |
| 1   | B      | Marina Aitova         | Kazakistan   | O     | O     | O     | O     | 1,93   | q    |
| 1   | B      | Ruth Beitia           | Spagna       | O     | O     | O     | O     | 1,93   | q    |
| 1   | B      | Vita Styopina         | Ucraina      | –     | O     | O     | O     | 1,93   | q    |
| 5   | A      | Ariane Friedrich      | Germania     | –     | O     | XO    | O     | 1,93   | q    |
| 5   | B      | Antonietta Di Martino | Italia       | –     | O     | XO    | O     | 1,93   | q    |
| 7   | B      | Iva Straková          | Rep. Ceca    | O     | O     | XXO   | O     | 1,93   | q    |
| 8   | A      | Svetlana Školina      | Russia       | O     | O     | O     | XO    | 1,93   | q    |
| 8   | B      | Chaunté Lowe          | Stati Uniti  | O     | O     | O     | XO    | 1,93   | q    |
| 8   | B      | Blanka Vlašić         | Croazia      | O     | O     | O     | XO    | 1,93   | q    |
| 11  | B      | Emma Green            | Svezia       | O     | O     | O     | XXO   | 1,93   | q    |
| 12  | A      | Romana Dubnová        | Rep. Ceca    | O     | XO    | O     | XXO   | 1,93   | q    |
| 13  | A      | Doreen Amata          | Nigeria      | O     | O     | O     | XXX   | 1,89   |      |
| 13  | B      | Melanie Skotnik       | Francia      | O     | O     | O     | XXX   | 1,89   |      |
| 15  | A      | Svetlana Radzivil     | Uzbekistan   | O     | XO    | O     | XXX   | 1,89   |      |
| 16  | A      | Amy Acuff             | Stati Uniti  | O     | O     | XO    | XXX   | 1,89   |      |
| 16  | B      | Nicole Forrester      | Canada       | O     | O     | XO    | XXX   | 1,89   |      |
| 18  | B      | Anna Iljuštšenko      | Estonia      | O     | XXO   | XO    | XXX   | 1,89   |      |
| 19  | A      | Zheng Xingjuan        | Cina         | XO    | O     | XXO   | XXX   | 1,89   |      |
| 20  | A      | Karina Vnukova        | Lituania     | O     | O     | XXX   |       | 1,85   |      |
| 21  | A      | Sharon Day            | Stati Uniti  | XO    | O     | XXX   |       | 1,85   |      |
| 21  | A      | Antonia Stergiou      | Grecia       | XO    | O     | XXX   |       | 1,85   |      |
| 23  | B      | Nadiya Dusanova       | Uzbekistan   | XXO   | O     | XXX   |       | 1,85   |      |
| 24  | B      | Levern Spencer        | Saint Lucia  | –     | XO    | XXX   |       | 1,85   |      |
| 25  | A      | Yekaterina Yevseyeva  | Kazakistan   | O     | XXO   | XXX   |       | 1,85   |      |
| 26  | A      | Noeng-Ruthai Chaipech | Thailandia   | O     | XXX   |       |       | 1,80   |      |
| 26  | A      | Inna Gliznuta         | Moldavia     | O     | XXX   |       |       | 1,80   |      |
| –   | B      | Tatyana Efimenko      | Kirghizistan | XXX   |       |       |       | NM     |      |
| –   | B      | Romary Rifka          | Messico      | XXX   |       |       |       | NM     |      |
| dq  | A      | Anna Čičerova         | Russia       | O     | O     | XO    | XO    | 1,93   | q    |
| dq  | B      | Elena Slesarenko      | Russia       | O     | O     | XO    | XXO   | 1,93   | q    |
| dq  | A      | Vita Palamar          | Ucraina      | –     | O     | O     | XO    | 1,93   | q    |

### Finale
Sabato 23 agosto 2008, ore 19:00.
| Pos | Atleta                | Nazione     | Salti | Salti | Salti | Salti | Salti | Salti | Salti | Salti | Salti | Misura | Note                                     |
| Pos | Atleta                | Nazione     | 1,85  | 1,89  | 1,93  | 1,96  | 1,99  | 2,01  | 2,03  | 2,05  | 2,07  | Misura | Note                                     |
| --- | --------------------- | ----------- | ----- | ----- | ----- | ----- | ----- | ----- | ----- | ----- | ----- | ------ | ---------------------------------------- |
|     | Tia Hellebaut         | Belgio      | O     | O     | O     | O     | XO    | XO    | XO    | O     | X–    | 2,05   | Record nazionale                         |
|     | Blanka Vlašić         | Croazia     | O     | O     | O     | O     | O     | O     | O     | XO    | XXX   | 2,05   |                                          |
|     | Chaunté Lowe          | Stati Uniti | O     | O     | XO    | XO    | XXO   | XXX   |       |       |       | 1,99   | Miglior prestazione personale stagionale |
| 4   | Ariane Friedrich      | Germania    | O     | –     | O     | O     | XXX   |       |       |       |       | 1,96   |                                          |
| 4   | Ruth Beitia           | Spagna      | O     | O     | O     | O     | XXX   |       |       |       |       | 1,96   |                                          |
| 6   | Emma Green            | Svezia      | O     | O     | O     | XXO   | XXX   |       |       |       |       | 1,96   | Miglior prestazione personale stagionale |
| 7   | Marina Aitova         | Kazakistan  | O     | O     | O     | XXX   |       |       |       |       |       | 1,93   |                                          |
| 7   | Antonietta Di Martino | Italia      | O     | O     | O     | XXX   |       |       |       |       |       | 1,93   |                                          |
| 9   | Iva Straková          | Rep. Ceca   | O     | O     | XXO   | XXX   |       |       |       |       |       | 1,93   |                                          |
| 9   | Vita Styopina         | Ucraina     | O     | O     | XXO   | XXX   |       |       |       |       |       | 1,93   |                                          |
| 11  | Svetlana Školina      | Russia      | O     | XO    | XXO   | XXX   |       |       |       |       |       | 1,93   |                                          |
| 12  | Romana Dubnová        | Rep. Ceca   | O     | XO    | X     |       |       |       |       |       |       | 1,89   |                                          |
| dq  | Anna Čičerova         | Russia      | O     | O     | O     | XO    | XXO   | O     | O     | XXX   |       | 2,03   |                                          |
| dq  | Elena Slesarenko      | Russia      | O     | O     | XO    | XO    | XO    | XO    | XXX   |       |       | 2,01   |                                          |
| dq  | Vita Palamar          | Ucraina     | O     | O     | O     | XO    | XO    | XX–   | X     |       |       | 1,99   |                                          |